# Xã Fulton, Quận Polk, Arkansas
Xã Fulton (tiếng Anh: Fulton Township) là một xã thuộc quận Polk, tiểu bang Arkansas, Hoa Kỳ. Năm 2010, dân số của xã này là 705 người.